# Aljaksej Kolassau
Aljaksej Andrejewitsch Kolassau (belarussisch Аляксей Андрэевіч Коласаў, russisch Алексей Андреевич Колосов/Alexei Andrejewitsch Kolossow; englische Transkription: Alexei Andreyevich Kolosov; * 4. Januar 2002 in Minsk) ist ein belarussischer Eishockeytorwart, der seit Juli 2023 bei den Philadelphia Flyers aus der National Hockey League (NHL) unter Vertrag steht und parallel für deren Farmteam, die Lehigh Valley Phantoms, in der American Hockey League (AHL) spielt. Zuvor verbrachte Kolassau unter anderem vier Spielzeiten beim HK Dinamo Minsk in der Kontinentalen Hockey-Liga (KHL).

## Karriere
Aljaksej Kolassau begann seine Karriere als Eishockeyspieler in seiner Geburtsstadt Minsk, wo er zunächst in zahlreichen Nachwuchsmannschaften spielte. Größtenteils kam der Torwart in der zweitklassigen Wysschaja Liga für die Juniorennationalmannschaften des belarussischen Eishockeyverbands von der U17 bis zur U20 zu Einsätzen. Beim CHL Import Draft 2020 wurde er von den Erie Otters aus der Ontario Hockey League (OHL) in der ersten Runde als insgesamt 22. Spieler ausgewählt, blieb aber in Belarus. In der Folgesaison kam der Schlussmann für den HK Dinamo Minsk in der Kontinentalen Hockey-Liga (KHL)zu ersten Einsätzen, stand aber ebenso für den HK Dinamo Maladsetschna in der heimischen Extraliga auf dem Eis.
Daraufhin zogen ihn die Philadelphia Flyers aus der National Hockey League (NHL) beim NHL Entry Draft 2021 in der dritten Runde an insgesamt 78. Position. Trotzdem spielte Kolassau weiterhin für Dinamo Minsk. Als die Flyers ihn 2023 mit einem Einstiegsvertrag ausstatteten, wurde er umgehend an das Team aus der belarussischen Hauptstadt zurück verliehen. Erst gegen Ende der Spielzeit 2023/24 debütierte das Talent in Philadelphias Farmteam Lehigh Valley Phantoms in der American Hockey League (AHL). Dort stand der Belarusse auch zum Beginn der Saison 2024/25 im Kader, ehe er Ende Oktober 2024 sein NHL-Debüt für die Flyers feierte und zunächst bis Anfang Januar im Aufgebot blieb. Nach weiteren Einsätzen zum Saisonende standen für den Rookie letztlich 17 NHL-Spiele in seinem ersten Spieljahr in Nordamerika zu Buche. Für die Phantoms stand Kolassau in der AHL derweil zwölfmal zwischen den Pfosten.

### International
Für Belarus nahm Kolassau im Juniorenbereich an der U18-Weltmeisterschaft 2019 sowie den U20-Weltmeisterschaften der Division IA der Jahre 2020 und 2022 teil. Nachdem er mit der lettischen U18-Auswahl im Jahr 2019 den fünften Platz – und damit eines der besten Resultate überhaupt erreicht hatte, trug er mit seinen Leistungen bei der U20-WM maßgeblich zum Aufstieg des belarussischen U20-Teams in die Top-Division bei. Hinter dem Letten Bruno Brūveris wies er sowohl die zweitbeste Fangquote als auch den zweitbesten Gegentorschnitt auf. Am Turnierende wurde er als bester Torwart des Wettbewerbs ausgezeichnet. Bei seiner ersten Teilnahme zwei Jahre zuvor hatte der Torhüter die drittbeste Fangquote des Turniers nach dem Norweger Henrik Fayen Vestavik und dem Letten Jänis Voris erreicht.
Im Seniorenbereich lief Kolassau für Belarus bei der Weltmeisterschaft 2021 auf. Dabei teilte er sich die Aufgaben mit dem eingebürgerten Kanadier Danny Taylor und Kanstanzin Schostak zu nahezu gleichen Teilen. Am Turnierende war er dabei in vier Partien eingesetzt worden. Zudem stand der Torhüter bei der Qualifikation für die Olympischen Winterspiele 2022 in Peking im belarussischen Kader, blieb aber hinter Taylor ohne Einsatzzeit.

## Erfolge und Auszeichnungen
- 2022 Aufstieg in die Top-Division bei der U20-Junioren-Weltmeisterschaft der Division IA
- 2022 Bester Torwart der U20-Junioren-Weltmeisterschaft der Division IA

## Karrierestatistik
Stand: Ende der Saison 2024/25

### International
Vertrat Belarus bei:
| - U18-Junioren-Weltmeisterschaft 2019 - U20-Junioren-Weltmeisterschaft der Division IA 2020 - Weltmeisterschaft 2021 | - Qualifikationsturnier für die Olympischen Winterspiele 2022 - U20-Junioren-Weltmeisterschaft der Division IA 2022 |

(Legende zur Torhüterstatistik: GP oder Sp = Spiele insgesamt; W oder S = Siege; L oder N = Niederlagen; T oder U oder OT = Unentschieden oder Overtime- bzw. Shootout-Niederlage; Min. = Minuten; SOG oder SaT = Schüsse aufs Tor; GA oder GT = Gegentore; SO = Shutouts; GAA oder GTS = Gegentorschnitt; Sv% oder SVS% = Fangquote; EN = Empty Net Goal; 1 Play-downs/Relegation; Kursiv: Statistik nicht vollständig)